# Agency (Missouri)
Agency è un villaggio degli Stati Uniti d'America, situato nello Stato del Missouri, nella contea di Buchanan.